# Uninvited (jeu vidéo)
Pour les articles homonymes, voir Uninvited.
Uninvited est un jeu vidéo d'aventure en pointer-et-cliquer développé par ICOM Simulations et édité par Mindscape, sorti en 1986 sur DOS, Windows, Mac, Amiga, Apple II, Atari ST, Commodore 64, NES, PlayStation 4 et Pocket PC.

## Accueil
- Aktueller Software Markt : 9/12[1]
- Computer and Video Games : 9/10[2]